# Posudi mi tenor
Posudi mi tenor (engl. Lend me a tenor) komedija je Kena Ludwiga. Prvi je put izvedena 1986. u produkciji slavnog Andrewa Lloyda Webbera, a samome autoru Kenu Ludwigu donijela je niz nominacija za prestižne kazališne nagrade u Velikoj Britaniji i Sjedinjenim Američkim Državama, kao i dvije nagrade Tony, četiri Drama Desk nagrade i tri nagrade Outher Critic Circle. Danas je smatraju najuspješnijom komedijom posljednjih dvaju desetljeća te je nedavno s uspjehom ponovno postavljena u Americi.
Komedija ima i svoju hrvatsku verziju, a premijerno je izvedena 24. rujna 2010. u Zagrebačkome gradskome kazalištu Komedija.

## Radnja
Radnja se zbiva u hotelskom apartmanu davne 1934. godine. Radnja prikazuje gostovanje svjetske operne zvijezde, tenora Tita Merellija, obožavateljima poznatijeg kao Il Stupendo, kao događaj koji se s nestrpljenjem očekuje. Verdijev Otelo na ”gala vip-sponzorskoj zabavi” koja će odlučiti o sudbini opernog ansambla u kazališnoj zabiti države Ohio jednostavno se bez njega ne može zamisliti. Sve osobe ove priče nadaju se kako će im upravo njegov dolazak i nastup iz temelja promijeniti živote. Henry Saundres, ravnatelj Velikog klivlendskog opernog ansambla, očekuje veliki prihod od gala-večeri, njegova kći i Maxova djevojka Maggie misli kako će produbljivanje poznanstva s Merellijem njezinom životu donijeti strast i avanturu. Max se nada da će mu tenor dati kakav koristan savjet kojim će svoj pjevački amaterizam pokrenuti prema profesionalnim vodama, sopranistica Dijana je uvjerena kako samo jedan Merellijev telefonski poziv pravoj osobi može osigurati nastup u Metropolitanu.

## Hrvatska verzija
- Preveo i prilagodio: Damir Munitić
- Redatelj:  Marko Juraga
- Scenograf: Tomislav Ruszkowski
- Kostimografkinja: Elvira Ulip
- Glazbeni suradnik: Krešimir Batinić
- Oblikovatelj svjetla: Anđelko Kos
- Jezični savjetnik: Đurđa Škavić
- Glazbeni pedagog: Dubravka Krušelj Jurković, prof.

### Uloge
- Goran Malus kao Max, Saundersov pomoćnik
- Vanda Winter kao Maggie, Maxova djevojka
- Dražen Bratulić kao Saunders, Maggien otac, intendant opere
- Ervin Baučić kao Tito Merelli, svjetski slavan tenor
- Mila Elegović kao Maria, Titova žena
- Davor Svedružić kao hotelski nosač
- Vanja Ćirić kao Diana, sopranistica
- Dubravka Ostojić kao Julia, predsjednica udruge ljubitelja opere

- Inspicijentica: Dijana Dajčić
- Šaptačica: Stela Žingerlin